# Couldn't Stand the Weather
Couldn't Stand the Weather es el segundo álbum de Stevie Ray Vaughan & Double Trouble, fue lanzado en 1984 y remasterizado en 1999.

## Listado de canciones
Todas las canciones escritas y compuestas por Stevie Ray Vaughan, excepto las indicadas.. 
| N.º   | Título                         | Escritor(es)                 | Duración |  |
| 1.    | «Scuttle Buttin»               |                              | 1:49     |  |
| 2.    | «Couldn't Stand the Weather»   |                              | 4:40     |  |
| 3.    | «The Things That I Used to Do» | Eddie Jones                  | 4:53     |  |
| 4.    | «Voodoo Child (Slight Return)» | Jimi Hendrix                 | 7:58     |  |
| 5.    | «Cold Shot»                    | W. C. Clark, Michael Kindred | 3:57     |  |
| 6.    | «Tin Pan Alley»                | Robert Geddins               | 9:10     |  |
| 7.    | «Honey Bee»                    |                              | 2:40     |  |
| 8.    | «Stang's Swang»                |                              | 2:41     |  |
| 38:03 |                                |                              |          |  |

### Bonus Track
Las siguientes canciones fueron añadidas en la reedición de 1999.
| N.º | Título                  | Escritor(es)                  | Duración |  |
| 1.  | «SRV Speaks»            |                               | 1:08     |  |
| 2.  | «Hide Away»             | Freddie King / Sonny Thompson | 4:04     |  |
| 3.  | «Look at Little Sister» | Hank Ballard                  | 2:46     |  |
| 4.  | «Give Me Back My Wig»   | T.R Taylor                    | 4:07     |  |
| 5.  | «Come On (Pt. III)»     | Earl King                     | 4:33     |  |

Pistas 2 a 5 grabadas el 18 de enero de 1984 y son grabaciones de estudio previamente inéditas de las sesiones para el LP "Couldn't Stand The Weather".

## Personal
- Stevie Ray Vaughan - voz y guitarra eléctrica
- Tommy Shannon - bajo
- Chris Layton – batería

Personal adicional:
- Jimmie Vaughan: guitarra rítmica en "Couldn't Stand the Weather" y "The Things That I Used to Do"
- Fran Christina - batería en "Stang's Swang"
- Stan Harrison - saxofón tenor en "Stang's Swang"